# Gmina Lećevica
Gmina Lećevica (chorw. Općina Lećevica) – gmina w Chorwacji, w żupanii splicko-dalmatyńskiej. W 2011 roku liczyła 583 mieszkańców.

## Miejscowości
Gmina składa się z następujących miejscowości:
- Divojevići
- Kladnjice
- Lećevica
- Radošić